# Henry Hildyard

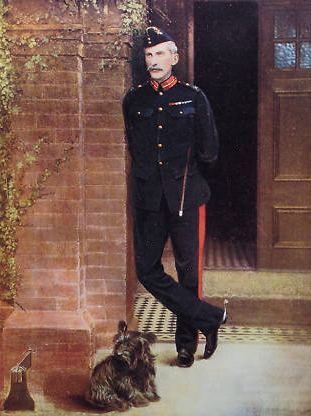
Sir Henry Hildyard 1900.

Henry John Thoroton Hildyard, född den 5 juli 1846, död den 25 juli 1916, var en engelsk militär. 
Hildyard ingick i armén 1867, avancerade 1882 till major, 1886 till överste och 1899 till generalmajor. Han deltog med utmärkelse i flera drabbningar under 1882 års egyptiska expedition, anförde under boerkrigets första skede 2:a infanteribrigaden i Natalarmén och ledde bland annat striden vid Willow Grange (den 22–23 november 1899) samt frontanfallet mot boernas center vid Colenso (den 15 december samma år). Han blev (i februari 1900) efter Warren befälhavare för 5:e infanteridivisionen samt var efter Ladysmiths undsättning synnerligen verksam vid boerarméns utträngande ur Natal. Hidyard var 1903–1904 generaldirektör för de engelska militärskolorna och 1905–1907 högste befälhavare över de brittiska trupperna i Sydafrika. Hildyard blev 1904 generallöjtnant och 1907 general. Han tog avsked 1911.